# Iwan Łakiejew
Iwan Aleksiejewicz Łakiejew (ros. Иван Алексеевич Лакеев; ur. 10 lutego?/23 lutego 1908 we wsi Słoboda w obwodzie kałuskim, zm. 15 sierpnia 1990 w Moskwie) – radziecki lotnik wojskowy, generał major lotnictwa, Bohater Związku Radzieckiego (1937).

## Życiorys
Urodził się w rodzinie robotniczej. Pracował w leningradzkim zakładzie „Elektrosiła” i uczył się na fakultecie robotniczym (rabfaku) Leningradzkiego Instytutu Elektromechanicznego.
Od 1931 służył w Armii Czerwonej, ukończył Leningradzką Szkołę Wojskowo-Teoretyczną i w 1933 wojskową szkołę lotników w Engelsie. Był lotnikiem, a od listopada 1936 starszym lotnikiem eskadry 83. lotniczego pułku myśliwskiego Białoruskiego Okręgu Wojskowego, od listopada 1936 do sierpnia 1937 jako ochotnik uczestniczył w wojnie domowej w Hiszpanii jako starszy lotnik, dowódca oddziału i od maja 1937 dowódca eskadry w armii republikańskiej. Według źródeł radzieckich samolotem I-16 wykonał wówczas 312 lotów bojowych i stoczył 50 walk powietrznych, w których strącił osobiście 12 samolotów frankistów, a 16 w grupie.
Po powrocie do ZSRR, w listopadzie 1937 został dowódcą 38. eskadry myśliwskiej, a w lipcu 1938 16. lotniczego pułku myśliwskiego, od marca 1938 kierował wydziałem lotnictwa myśliwskiego Głównego Zarządu Sił Powietrznych Armii Czerwonej. Brał udział w bitwie nad Chałchin-Goł 1939 i w wojnie zimowej z Finlandią, w kwietniu 1940 został w stopniu pułkownika zastępcą szefa inspekcji techniki lotniczej Zarządu 1 Głównego Zarządu Sił Wojskowo-Powietrznych Armii Czerwonej, 4 czerwca 1940 otrzymał stopień generała majora lotnictwa, w kwietniu 1941 „za braki w pracy” został przeniesiony na niższe stanowisko zastępcy dowódcy 14 Mieszanej Dywizji Lotniczej w Łucku.
Po ataku Niemiec na ZSRR uczestniczył w walkach na froncie, jednak jego dywizja poniosła duże straty, za co jesienią 1941 został zdegradowany do niższej funkcji dowódcy 524. lotniczego pułku myśliwskiego (był nim do marca 1943), walczył na Froncie Wołchowskim i Południowym. Od kwietnia 1943 dowodził 235 Lotniczą Dywizją Myśliwską w składzie 2 Armii Powietrznej, następnie 8. Armii Powietrznej, brał udział w bitwie pod Kurskiem, bitwie o Dniepr, wyzwoleniu Ukrainy Prawobrzeżnej, zajęciu Węgier, Polski, Niemiec i Czechosłowacji.
Po wojnie dowodził dywizją lotniczą w Środkowej Azji, w 1952 ukończył Wojskową Akademię Sztabu Generalnego, później był zastępcą dowódcy 22 Armii Powietrznej, w 1955 został przeniesiony do rezerwy.

## Odznaczenia
- Złota Gwiazda Bohatera Związku Radzieckiego (2 listopada 1937)
- Order Lenina (2 listopada 1937)
- Order Czerwonego Sztandaru (czterokrotnie, m.in. 2 stycznia 1937 i 4 lipca 1937)
- Order Suworowa II klasy
- Order Kutuzowa II klasy
- Order Bohdana Chmielnickiego II klasy
- Order Wojny Ojczyźnianej I klasy (10 kwietnia 1985)
- Order Czerwonej Gwiazdy
- Order Virtuti Militari (Polska Ludowa)
- Order Mongolskiej Republiki Ludowej (Mongolska Republika Ludowa, 10 sierpnia 1939)

I medale ZSRR oraz inne odznaczenia zagraniczne.